# Jonquel Jones
Jonquel Orthea Jones (* 5. Januar 1994 in Freeport, Bahamas) ist eine bahamaisch-bosnische Basketballspielerin. 

## Karriere
Sie wurde beim WNBA Draft 2016 an 6. Stelle von den Los Angeles Sparks ausgewählt, später aber gegen Chelsea Gray von den Connecticut Sun eingetauscht, in deren Kader Jones von 2016 bis 2023 gespielt hat. Jones wurde im Januar 2023 zu den New York Liberty getradet. Sie kommt auf den Positionen Power Forward und Center zum Einsatz. 
Vor ihrer professionellen Karriere in der nordamerikanischen Basketballliga der Damen spielte sie College-Basketball für die Clemson University (2012–2013) und die George Washington University (2013–2016).
Von 2018 bis 2022 spielte sie während der WNBA-Off-Season für den russischen Premier-League-Verein UGMK Jekaterinburg.
In der Saison 2017 wurde ihr der WNBA Most Improved Player Award verliehen und in der Saison 2021 wurde sie mit dem WNBA Most Valuable Player Award als wertvollste Spielerin der Liga ausgezeichnet.